# Éditions les Malins
Les Éditions les Malins sont une maison d’édition canadienne fondée en janvier 2008 par Marc-André Audet et spécialisée dans la littérature jeunesse,,. Depuis leur création, les Malins ont publié plus de 400 titres. 

## Historique
Le premier succès éditorial des Malins a été la collection L’ABC des filles. En janvier 2012, l’auteure de L’ABC des filles, Catherine Girard-Audet lance la série La Vie compliquée de Léa Olivier.
Dans un autre secteur, les Malins ont développé la publication de livres hors collection (comme Québec Western et Le Pharmachien).

## Publications
Les éditions les Malins se spécialisent dans les quatre secteurs suivants :
L'ABC des filles
La collection ABC des filles vise les lectrices de 9 à 15 ans. L’ABC des filles est un dictionnaire pour adolescente d’environ 510 pages. Traitant de sujets allant du magasinage à l’avortement, il explique des sujets légers ou complexes avec une perspective québécoise .
Albums jeunesse pour les premières lectures
La collection As-tu vu? traite de plusieurs sujets de façon ludique. 
Livres hors collection
Les Malins ont publié plusieurs livres hors collection. Par exemple Québec Western, Pharmachien, 75 règles de base pour l’élevage des enfants et Montréal Toujours.
Séries jeunesse